# Operacja permska (1919)
Operacja permska – działania wojenne prowadzone przez 2 i 3 Armię Czerwoną oraz Flotyllę Kamsko-Wołżańską przeciwko białej Armii Syberyjskiej, składowej Armii Rosyjskiej adm. Aleksandra Kołczaka, w dniach 21 czerwca-1 lipca 1919 r. Operacja stanowiła dalszy ciąg kontrofensywy Frontu Wschodniego Armii Czerwonej, jej celem było odzyskanie przez czerwonych Permu.

## Tło wydarzeń
Biali zdobyli Perm w końcu grudnia 1918 r. Odzyskanie miasta nie było częścią pierwotnych planów Armii Czerwonej podczas przygotowywania kontrofensywy na Froncie Wschodnim w kwietniu, maju i czerwcu 1919 r. Czerwoni odnieśli jednak na wschodzie znaczące sukcesy dużo szybciej, niż spodziewała się Rada Komisarzy Ludowych. W połowie czerwca, po zdobyciu przez czerwonych Ufy, biali, zagrożeni okrążeniem, musieli wycofać się na przedpola Uralu. Rada Rewolucyjno-Wojskowa Frontu Wschodniego wystąpiła do komisarza spraw wojskowych i morskich Lwa Trockiego oraz do głównodowodzącego Armii Czerwonej Jukumsa Vacietisa o zgodę na kontynuowanie pościgu. Początkowo ich opinia była odmowa; obaj byli błędnie przekonani, że Armia Rosyjska posiada na Syberii znaczące rezerwy. Trocki i Vacietis sugerowali przejście do obrony na linii Biełej, a także przerzucenie części sił do walki z Siłami Zbrojnymi Południa Rosji gen. Antona Denikina. Jednak plenum Komitetu Centralnego WKP (b) 15 czerwca opowiedziało się za dalszą ofensywą na kierunku wschodnim.

## Przebieg operacji
Zadanie zdobycia Permu postawione zostało przed wojskami lewego skrzydła Frontu Wschodniego - 2 i 3 Armią. Zadanie wykonania głównego uderzenia na Perm z kierunków północnego i północno-zachodniego powierzono 3 Armii pod dowództwem Siergieja Mieżeninowa. Składały się na nią 29 i 30 dywizje strzeleckie wzmocnione o wydzielony oddział północny Brygady Ekspedycyjnej 3 Armii. 3 Armię wspierać miała 2 Armia pod dowództwem Wasilija Szorina, złożona z 5, 7, 21 i 28 dywizji strzeleckich. Postawiono przed nią zadanie uderzenia na Kungur i podejścia do Permu od południa. Współpracować z nimi miała Flotylla Kamsko-Wołżańska pod dowództwem P. Smirnowa z 37 okrętami. Łącznie obie armie liczyły ok. 46 tys. żołnierzy, 226 dział i 961 karabinów maszynowych.
W Permie znajdowała się biała Armia Syberyjska pod dowództwem gen. Radoli Gajdy, która wycofała się po odejściu z Głazowa za Kamę. Liczyła ona ok. 40 tys. żołnierzy, 158 dział i 538 karabinów maszynowych.
20 i 21 czerwca 3 Armia, wspierana przez Flotyllę Kamsko-Wołżańską, przekroczyła Kamę na wysokości Osy, po czym przeszła do natarcia i zmusiła trzon Armii Syberyjskiej do odejścia za Irień. Biali zamierzali przejść do obrony na linii rzeki. 29 czerwca musieli jednak kontynuować odwrót, gdyż 21 dywizja strzelecka 2 Armii zbliżyła się do Kunguru, zagrażając tyłom białych. 30 czerwca 30 dywizja strzelecka, a po niej 29 dywizja strzelecka również sforsowała Kamę. 
Dzień później, 1 lipca 1919 r., 2 Armia uderzyła od południa na Kungur i wkroczyła do miasta tego samego dnia. 3 Armia natomiast okrążyła Perm i również 1 lipca przeprowadziła udany atak na miasto od północy, głównie siłami 29 dywizji strzeleckiej. W mieście zdobyła m.in. 600 wagonów kolejowych. Sukces operacji permskiej, a następnie operacji złatoustowskiej (13 lipca) umożliwił czerwonym kontynuowanie natarcia na Uralu i odzyskanie tamtejszych obszarów wysoko uprzemysłowionych.